# Столяр Абрам Якович
Абрам Якович Столяр (1 квітня 1901, село Олово (Старий Олов) Нерчинського округу Забайкальської області, тепер Читинської області, Російська Федерація — розстріляний 28 липня 1938, Москва, Російська Федерація) — радянський державний і партійний діяч, 1-й секретар Кіровського крайкому і обкому ВКП(б) (1934—1937), 1-й секретар Свердловського обкому ВКП(б) (1937—1938). Член ЦВК СРСР 8-го скликання. Депутат Верховної Ради СРСР 1-го скликання (1937—1938).

## Біографія
Народився в родині власника золотодобувної копальні. У 1917 році закінчив реальне училище міста Нерчинска Забайкальської області.
Член РСДРП(б) з квітня 1917 року.
У квітні 1917 — жовтні 1918 року — член, секретар і начальник військового відділу Нерчинської ради робітничих, солдатських і селянських депутатів; комісар у Червоній армії, боєць кінного партизанського загону в Забайкальській області. У жовтні 1918 — травні 1920 року — на нелегальній партійній роботі на Амурі і Китайській Східній залізниці. У травні — листопаді 1920 року — агітатор-інструктор організаційного відділу, організатор та голова гарнізонного бюро осередків РКП(б) Народно-революційної армії Далекосхідної республіки (ДВР) у місті Верхньоудинську. У листопаді 1920 — жовтні 1921 року — помічник начальника школи, груповод Центральної військової школи Далекосхідної республіки (ДВР) у місті Читі.
У жовтні 1921 — січні 1924 року — студент Комуністичного університету імені Свердлова в Москві. Після закінчення університету направлений на партійну роботу в місто Нижній Новгород.
У лютому 1924 — березні 1926 року — пропагандист, завідувач агітаційно-пропагандистського відділу Канавинського районного комітету РКП(б) міста Нижнього Новгорода.
У березні 1926 — квітні 1927 року — відповідальний редактор газети «Нижегородская коммуна».
У квітні 1927 — травні 1929 року — відповідальний секретар Канавинського районного комітету ВКП(б) міста Нижнього Новгорода.
У травні 1929 — серпні 1930 року — завідувач агітаційно-пропагандистського відділу Нижньогородського губернського (крайового) комітету ВКП(б).
У серпні 1930 — 21 лютого 1934 року — 3-й секретар Нижньогородського (Горьковського) крайового комітету ВКП(б).
21 лютого — 14 грудня 1934 року — 2-й секретар Горьковського крайового комітету ВКП(б).
У грудні 1934 року з частини територій Горьковського краю і Свердловської області був утворений Кіровський край (в грудні 1936 року перейменований у Кіровську область), і Столяр очолив партійну організацію краю.
14 грудня 1934 — 11 червня 1937 року — 1-й секретар Кіровського крайового (обласного) комітету ВКП(б). У квітні 1937 року обраний одночасно 1-м секретарем Кіровського міського комітету ВКП(б).
22 травня — 14 червня 1937 року — в.о. 1-го секретаря Свердловського обласного комітету ВКП(б). 20 червня 1937 — 6 квітня 1938 року — 1-й секретар Свердловського обласного комітету ВКП(б). Одночасно був 1-м секретарем Свердловського міського комітету ВКП(б).
31 березня 1938 року заарештований органами НКВС. Постановою бюро Ленінського райкому ВКП(б) міста Свердловська від 3 липня 1938 року виключений з членів ВКП(б) як «ворог народу». 28 липня 1938 року ухвалою Військової колегії Верховного суду СРСР засуджений до страти і того ж дня розстріляний. Похований на полігоні «Комунарка» Московської області.
Ухвалою Військової колегії Верховного суду СРСР від 25 квітня 1956 року вирок скасовано «за відсутністю складу злочину». Постановою бюро Свердловського обкому КПРС від 16 жовтня 1956 року постанову бюро Ленінського райкому ВКП(б) від 3 липня 1938 року у відношенні Столяра скасовано. Постановою бюро Свердловського обкому КПРС від 24 січня 1989 року відновлений членом КПРС з 1917 року (посмертно).